# Karl Ulfsson till Ulvåsa
Karl Ulfsson (Ulvåsaätten), troligen född på 1320-talet, död 1372 i Neapel, var son till Ulf Gudmarsson (Ulvåsaätten) och Birgitta Birgersdotter. Han anses vara den förste stormästaren i den heligaste Frälsarens riddarorden, efterlyst av sin mor.

## Biografi
Karl Ulfsson (Ulvåsaätten) var son till Ulf Gudmarsson (Ulvåsaätten) och Birgitta Birgersdotter. Han var 1348 riddare och från 1348 till 1365 lagman i Närkes lagsaga. Karl Ulfsson var 1358 kung Eriks råd och därefter kung Albrekts råd. Han var 1370 häradshövding i Aska härad. Karl Ulfsson avled under en resa till Heliga landet 1372 i Neapel och begravdes i klostret i Sant Croce.

### Egendom
Karl Ulfsson var skriven till Ulvåsa. Han ägde bland annat jord i Sundbo härad i Närke.

### Familj
Karl Ulfsson gifte sig första gången senast 1349 med Katarina Gisladotter, dotter till riksrådet, riddaren Gisle Elinason (Sparre av Aspnäs) och Ingeborg Barnamsdotter.
Han gifte sig andra gången med Göda (Gyda) av en norsk ätt.
Karl Ulfsson gifte sig tredje gången med Katarina Glysingsdotter (död 1413), dotter till riksrådet, riddaren Puke Glysing och Ingeborg Eriksdotter (Bielke). De fick tillsammans barnen riksrådet, lagmannen Karl Karlsson (Ulvåsaätten) (död 1398) i Närkes lagsaga och Ulf Karlsson (Ulvåsaätten). Efter Karl Ulfssons död gifte hon om sig med riddaren Johan (Henke) Molteke.